# Ливорно
Ливорно (итал. Livorno, енгл. Leghorn) је познати град у средишњој Италији. Ливорно је трећи највећи град у покрајини Тоскани и управно средиште истоименог округа Ливорно.
Ливорно је познат као најважнија лука Тоскане и једна од најважнијих на Лигурским морем и целој Италији.

## Географија
Ливорно се налази у средишњем делу Италије и на западу Тоскане. Од престонице Рима град је удаљен око 400 км северно, а од седишта покрајине, Фиренце, 120 км западно.

### Рељеф
Ливорно се налази на источној обали Лигурским морем, близу места где се река Арно, најважнија у Тоскани, улива у ово море. Око њеног тока налази се равничарско тле, па је Ливорно смештен на споју две најважније области у Тоскани, приобалног подручја и равнице око Арна. Југоисточно од града издижу се тосканска брда.

### Клима
Клима у Ливорну је измењена средоземна клима.
| Клима (Ливорно)            | Клима (Ливорно) | Клима (Ливорно) | Клима (Ливорно) | Клима (Ливорно) | Клима (Ливорно) | Клима (Ливорно) | Клима (Ливорно) | Клима (Ливорно) | Клима (Ливорно) | Клима (Ливорно) | Клима (Ливорно) | Клима (Ливорно) | Клима (Ливорно) |
| Показатељ \ Месец          | .Јан.           | .Феб.           | .Мар.           | .Апр.           | .Мај.           | .Јун.           | .Јул.           | .Авг.           | .Сеп.           | .Окт.           | .Нов.           | .Дец.           | .Год.           |
| -------------------------- | --------------- | --------------- | --------------- | --------------- | --------------- | --------------- | --------------- | --------------- | --------------- | --------------- | --------------- | --------------- | --------------- |
| Средњи максимум, °C (°F)   | 11 (52)         | 12 (54)         | 15 (59)         | 17 (63)         | 21 (70)         | 25 (77)         | 29 (84)         | 28 (82)         | 26 (79)         | 21 (70)         | 16 (61)         | 12 (54)         | 29 (84)         |
| Средњи минимум, °C (°F)    | 6 (43)          | 6 (43)          | 7 (45)          | 10 (50)         | 14 (57)         | 17 (63)         | 21 (70)         | 20 (68)         | 18 (64)         | 13 (55)         | 8 (46)          | 7 (45)          | 6 (43)          |
| Количина падавина, mm (in) | 59 (23,2)       | 64 (25,2)       | 64 (25,2)       | 69 (27,2)       | 59 (23,2)       | 39 (15,4)       | 15 (5,9)        | 29 (11,4)       | 70 (27,6)       | 90 (35,4)       | 95 (37,4)       | 75 (29,5)       | 728 (286,6)     |
| [ тражи се извор ]         |                 |                 |                 |                 |                 |                 |                 |                 |                 |                 |                 |                 |                 |

### Воде
Ливорно је прави приморски град, који великом дужином излази на обалу Лигурским морем. Кроз стари део града прокопано је више канала, па град помало подсећа на много познатију Венецију.

## Историја
Област Ливорна је била насељена у доба праисторије и антике, али се насеље са данашњим називом јавило тек у 10. веку. Међутим, насеље се ни по чему није истицало до 16. века.
Године 1580. фирентински владар Фердинандо I Медичи је прогласио Ливорно за „слободну луку“. Ово је дало нагли подстрек развоју града. Град се развијао плански, по начелима „идеалног ренесансног града“, са зидинама око градског ткива и бројним каналима, који су прокопани у циљу побољшања трговине путем воде. Добра уређеност града и богато залеђе омогућили су брз развој града и донели различито становништво у њега, па Ливорно постаје право „космополитско место“.
Овде је 1775. године потписан мир у Ливорну.
Током Наполеонових ратова овде се утврђује власт Велике Британије, која је као поморска сила била заинтересована за држање овако важне луке. Ово стање је трајало до 1868. године, када се Ливорно прикључује новооснованој Краљевини Италији.

## Становништво
Према резултатима пописа становништва 2011. у општини је живело 157.052 становника.
| 1931.   | 1936.   | 1951.   | 1961.   | 1971.   | 1981.   | 1991.   | 2001.   | 2011.   |
| ------- | ------- | ------- | ------- | ------- | ------- | ------- | ------- | ------- |
| 120.711 | 124.963 | 142.333 | 161.077 | 174.791 | 175.741 | 167.512 | 156.274 | 157.052 |

Ливорно данас има око 160.000 становника, што је свега 60% више него пре једног века. Међутим то је и за 15% мање него преко 30 година и ово се тумачи сеобом младог становништва у градска предграђа са вишим квалитетом живота.
Становништво су махом Италијани. Током протеклих деценија у град се доселило много досељеника из иностранства, највише Кинеза.
Становници Ливорна се зову Лабронци.

## Привреда
Ливорно је развијен лучни град са развијеним индустријским гранама, које су везане за луку - петрохемијска индустрија. Последњих година Ливорно све више постаје туристичко одредиште.

## Градске знаменитости
Последњих година Ливорно све више постаје туристичко одредиште, захваљујући веома лепом и добро очуваном старом делу града, који и данас има бројне канале, па се назива и „Венецијанском четврти“. Овај део града има очуване старе зидине, бројне канале и мостове, као и тргове, градске цркве и монументална здања. Град је познат по класицистичкој архитектури, тако реткој у Италији.

## Партнерски градови
- Бат Јам
- Гвадалахара
- Хајфонг
- Новоросијск
- Оукланд

## Галерија
- Катедрала у Ливорну
- Здање поморске академије
- Старе градске зидине
- Улица Магента са Црквом св. Марије
- Градско позориште Голдони
- Палата Кастели
- Здање округа
- Стари Казино